# Ямато (народ)

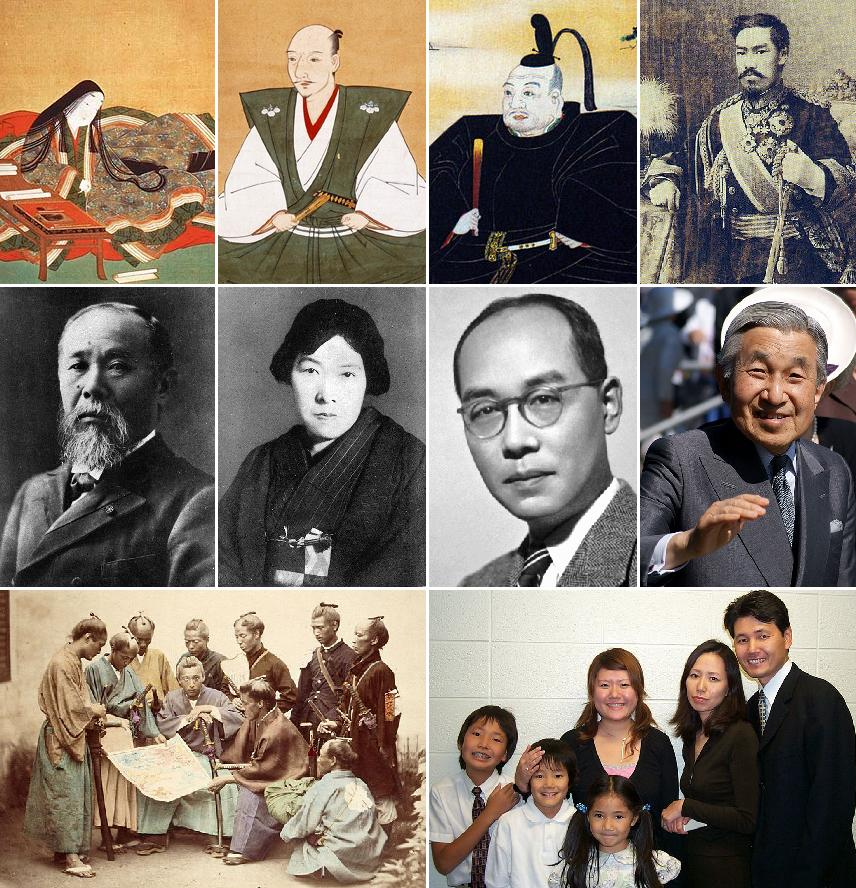

Ямато (яп. 大和民族 Ямато миндзоку), в старой литературе также Раса Ямато и Вадзин (яп. 和人 Вадзин, букв. «люди Ва») — основная этническая группа Японии, собственно «чистокровные» японцы.

## История
Понятие «ямато» стало использоваться примерно с конца XIX века, чтобы отличить жителей основных исторических островов Японии (Хонсю, Кюсю и Сикоку) от групп этнических меньшинств, которые проживали на периферийных территориях Японии, таких как айны, рюкюсцы, нивхи, ороки,  корейцы, тайваньцы и аборигены Тайваня, которые были включены в состав Японской империи в начале XX века.
После поражения Японии во Второй мировой войне термин в основном вышел из употребления из-за ассоциации с расистскими теориями и расистской пропагандой военного времени. В современной Японии государственные органы не собирают данных об этнической принадлежности жителей, во время переписей учитывая лишь гражданство.
Название «Ямато» применялось к государственному образованию, которое существовало на Японском архипелаге с III—IV по VIII век.